# Бейпорт (Флорида)
Бейпорт (англ. Bayport) — переписна місцевість (CDP) в США, в окрузі Ернандо штату Флорида. Населення — 45 осіб (2020).

## Географія
Бейпорт розташований за координатами 28°32′35″ пн. ш. 82°38′38″ зх. д. / 28.54306° пн. ш. 82.64389° зх. д. (28.543064, -82.644015).  За даними Бюро перепису населення США в 2010 році переписна місцевість мала площу 1,67 км², з яких 1,49 км² — суходіл та 0,18 км² — водойми.

## Демографія
Згідно з переписом 2010 року, у переписній місцевості мешкали 43 особи в 21 домогосподарстві у складі 10 родин. Густота населення становила 26 осіб/км².  Було 39 помешкань (23/км²).
Расовий склад населення:
| - 95,3 % — білих - 4,7 % — чорних або афроамериканців |

До двох чи більше рас належало 0,0 %. Частка іспаномовних становила 9,3 % від усіх жителів.
За віковим діапазоном населення розподілялося таким чином: 16,3 % — особи молодші 18 років, 65,1 % — особи у віці 18—64 років, 18,6 % — особи у віці 65 років та старші. Медіана віку мешканця становила 50,5 року. На 100 осіб жіночої статі у переписній місцевості припадало 87,0 чоловіків;  на 100 жінок у віці від 18 років та старших — 89,5 чоловіків також старших 18 років.
Цивільне працевлаштоване населення становило 214 осіб. Основні галузі зайнятості: виробництво — 46,3 %, науковці, спеціалісти, менеджери — 6,5 %, мистецтво, розваги та відпочинок — 5,6 %.